# 華蔵寺 (西尾市)
華蔵寺（けぞうじ）は、愛知県西尾市にある臨済宗妙心寺派の寺院。高家吉良家の菩提寺である。

## 由緒
吉良義央の曾祖父である吉良義定が旗本として吉良家を再興した際に、父である義安の菩提を弔うために創建した。吉良家墓所には、義安から義央の継嗣義周まで6代の墓がある。そのほか、義央50歳の時の木像や義央寄進の経蔵などがある。
また、池大雅が度々訪れ、襖絵（花鳥画）を残している（県指定文化財）。収蔵庫で管理されているが、正月には本堂で公開されている。
山門にかけられた山号「片岡山（へんこうざん）」、中門の｢華蔵世界（けぞうせかい）」および本堂西の間の「香水海（こうすいかい）」の3面の木額も大雅の作である。

## 文化財

### 愛知県指定文化財
- 伝池大雅作品群(40面)
- 吉良義央の木像
- 池大雅書の木額・その他書幅(3面3点)

### 西尾市指定文化財
- 経蔵
- 画幅(3幅対)
- 職人歌合絵巻
- 吉良義安の木像
- 吉良義定の木像
- 梵鐘(元禄3年銘)
- 雲版(元禄3年)
- 白隠禅師筆「帝網窟」墨蹟及び木額「帝網窟」(1幅1面)
- 百人一首手鑑1帖
- 鉄眼版一切経275冊
- 吉良家墓所

## ギャラリー

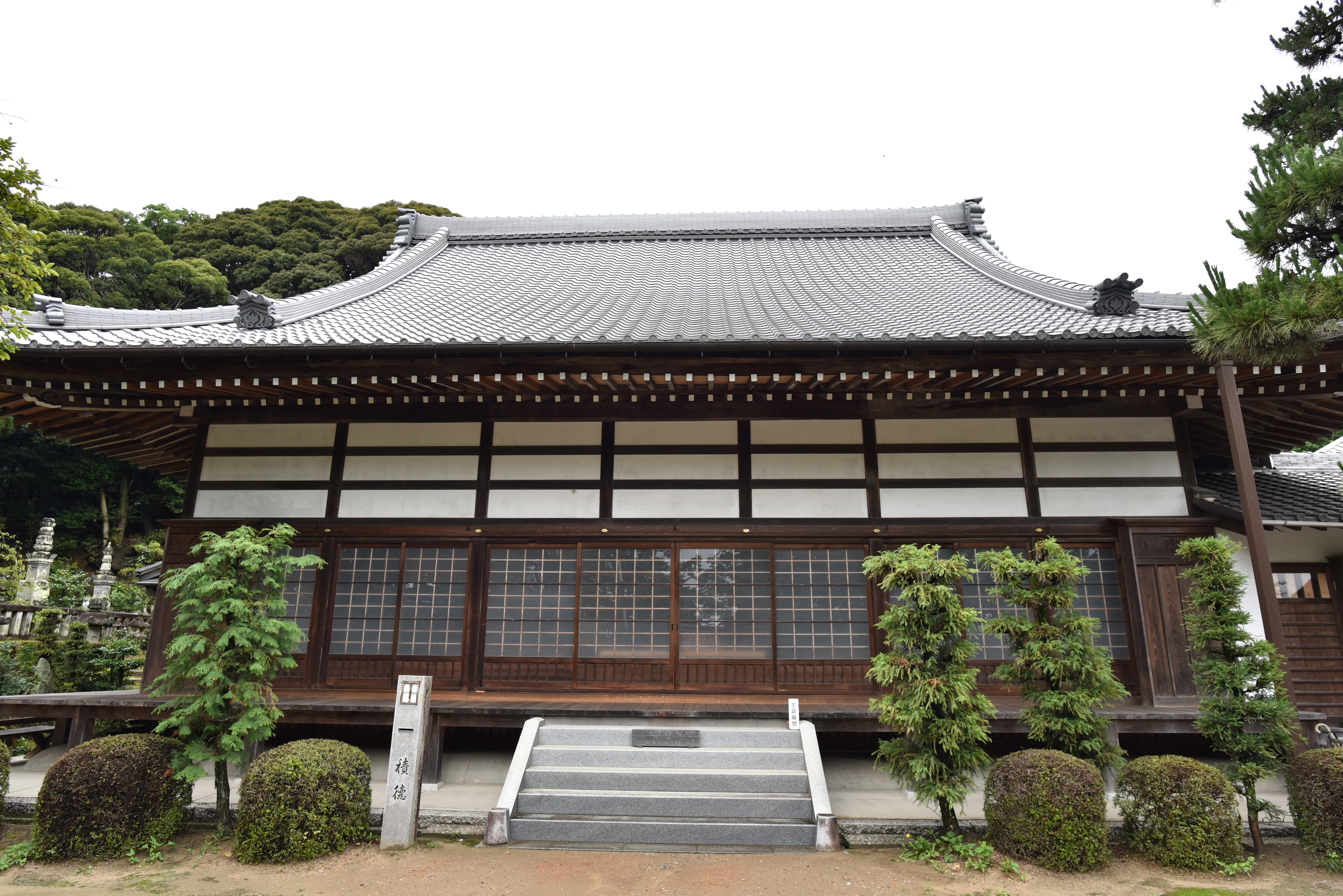
本堂
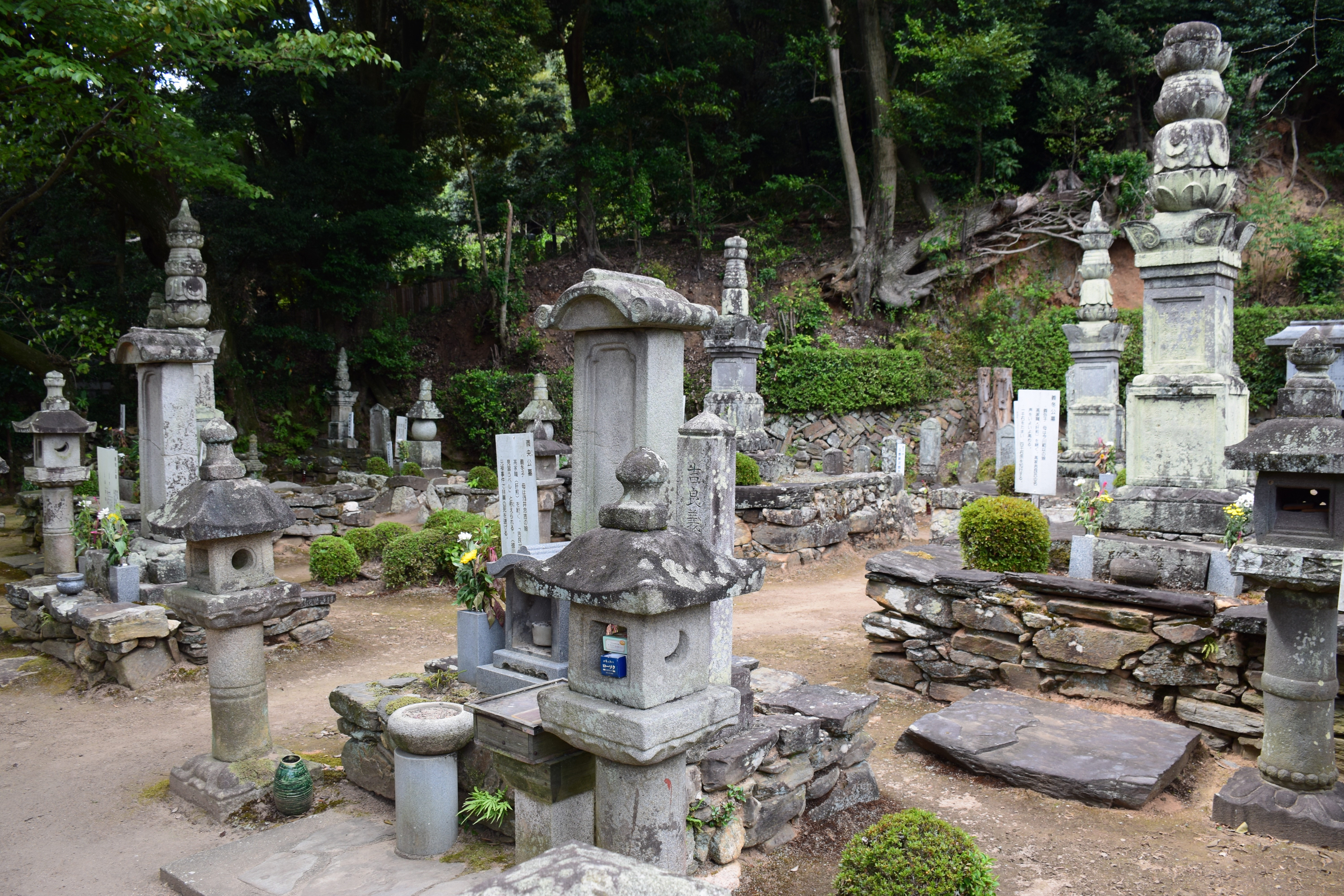
吉良家墓所
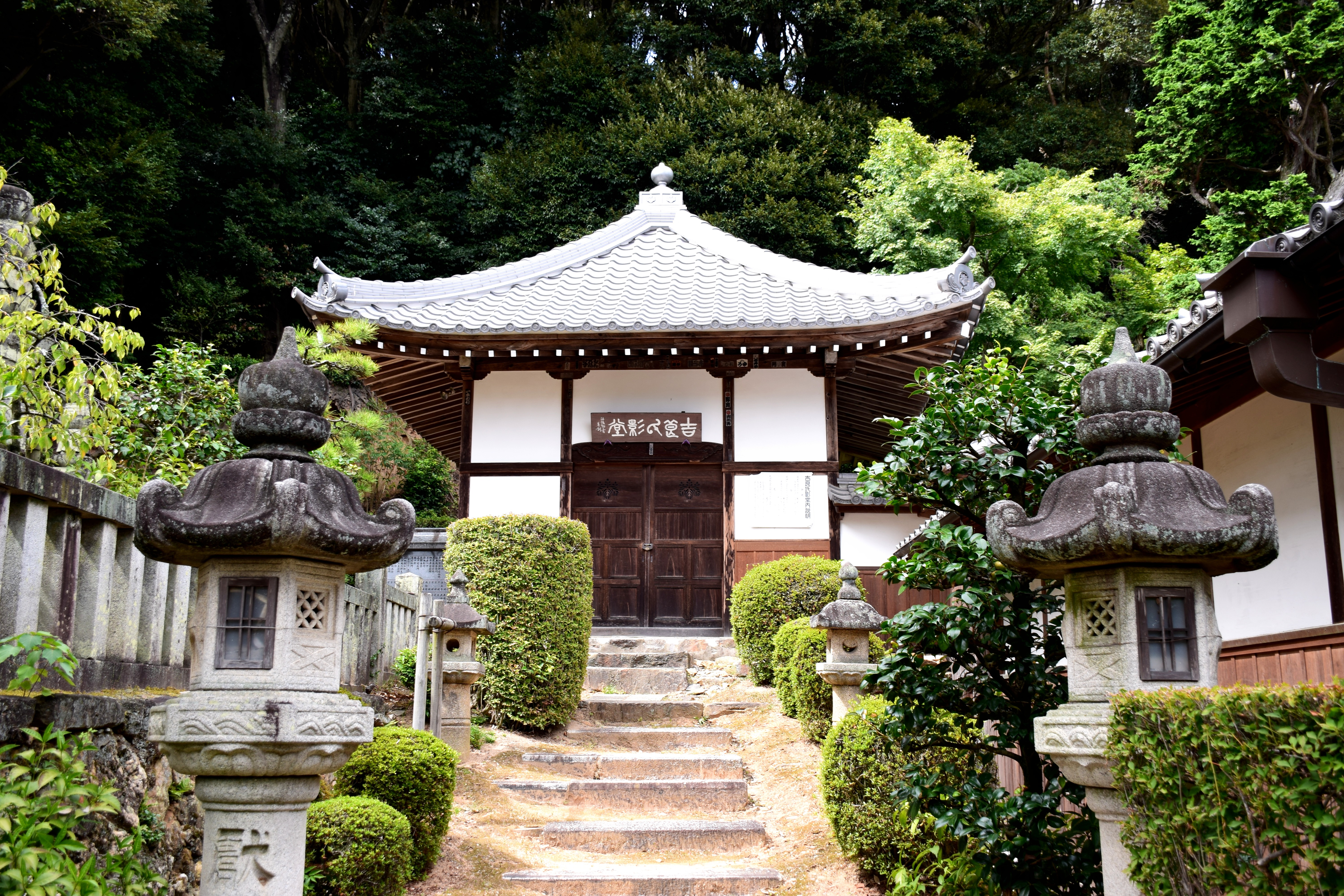
御影堂
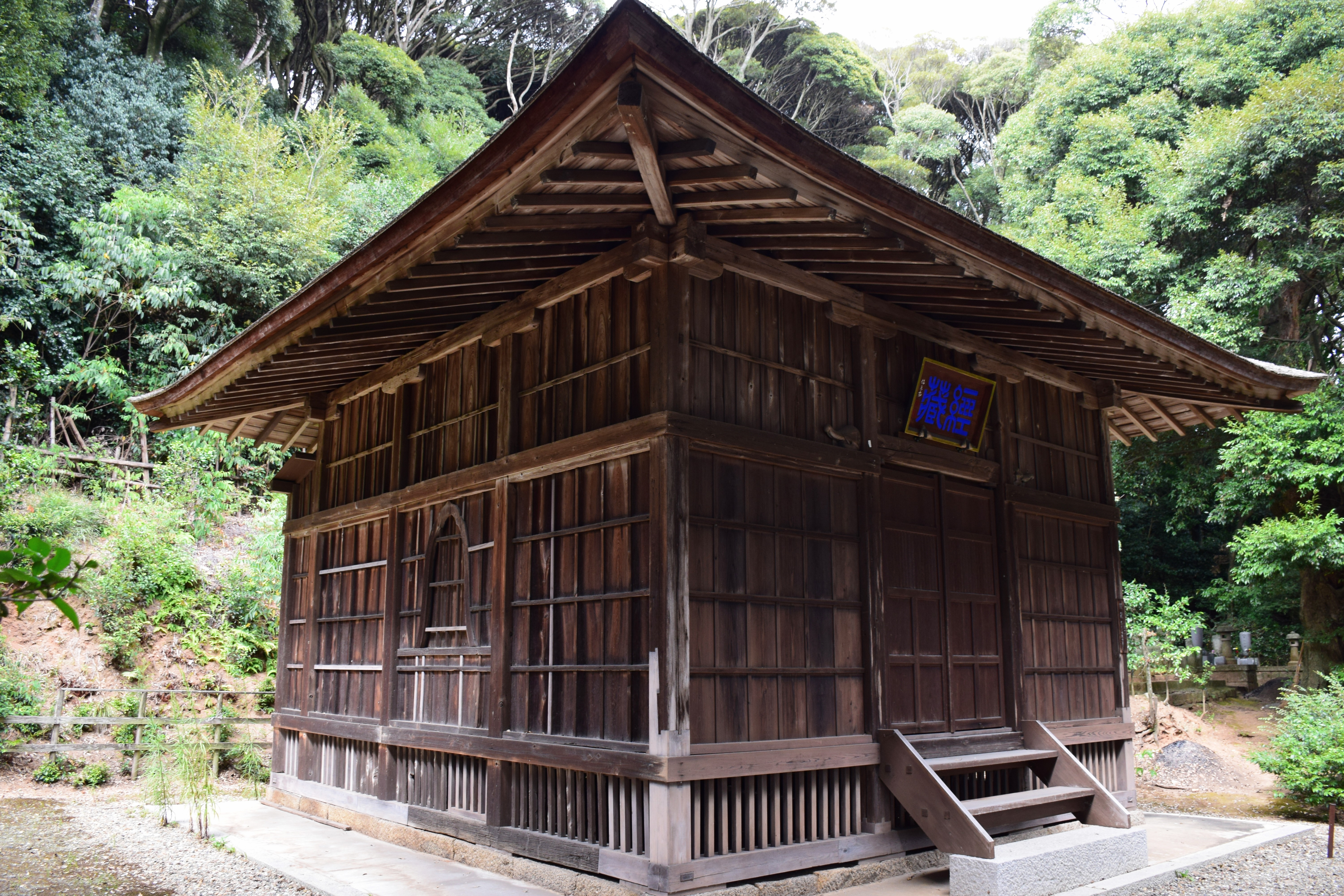
経蔵
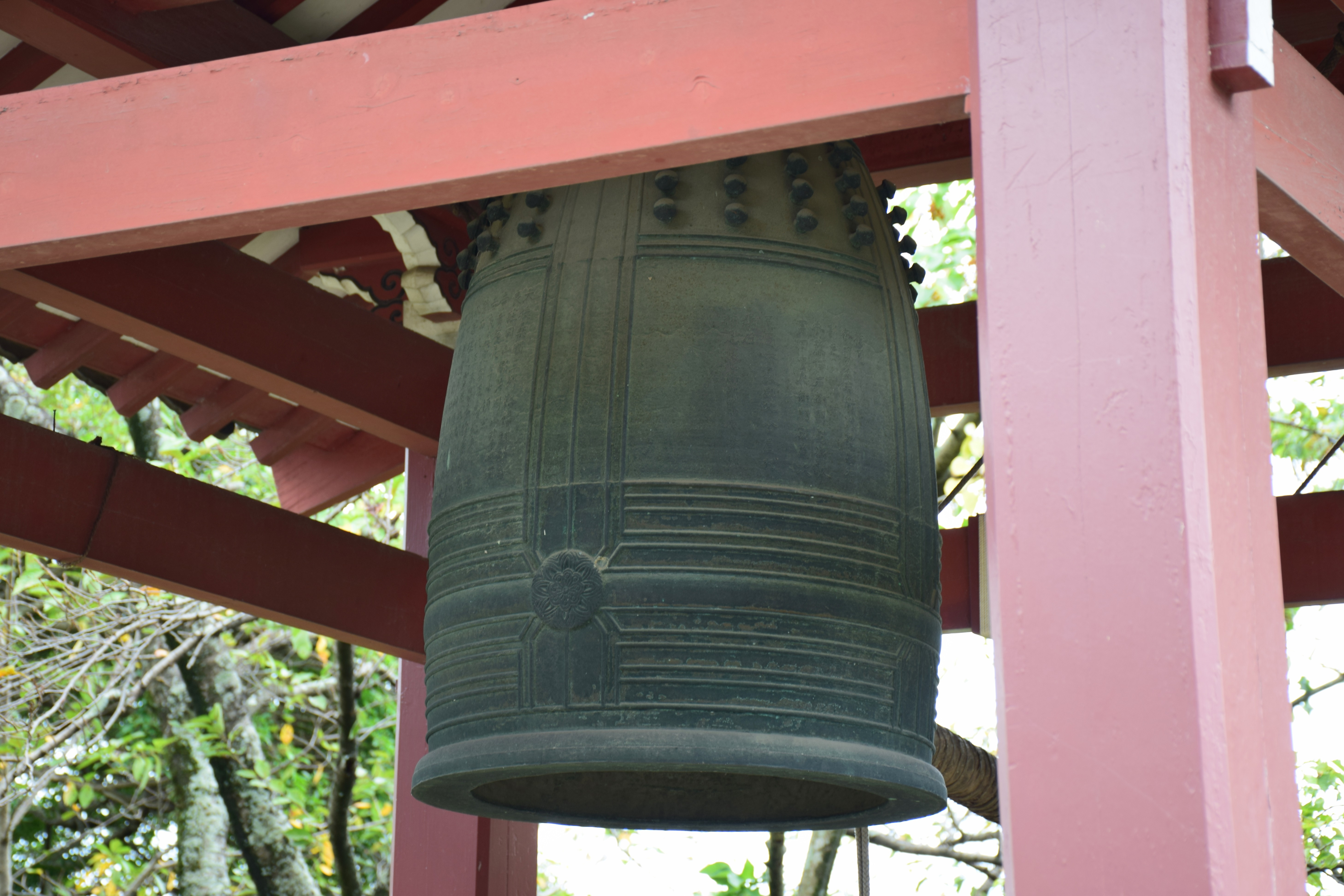
吉良義央寄進の梵鐘
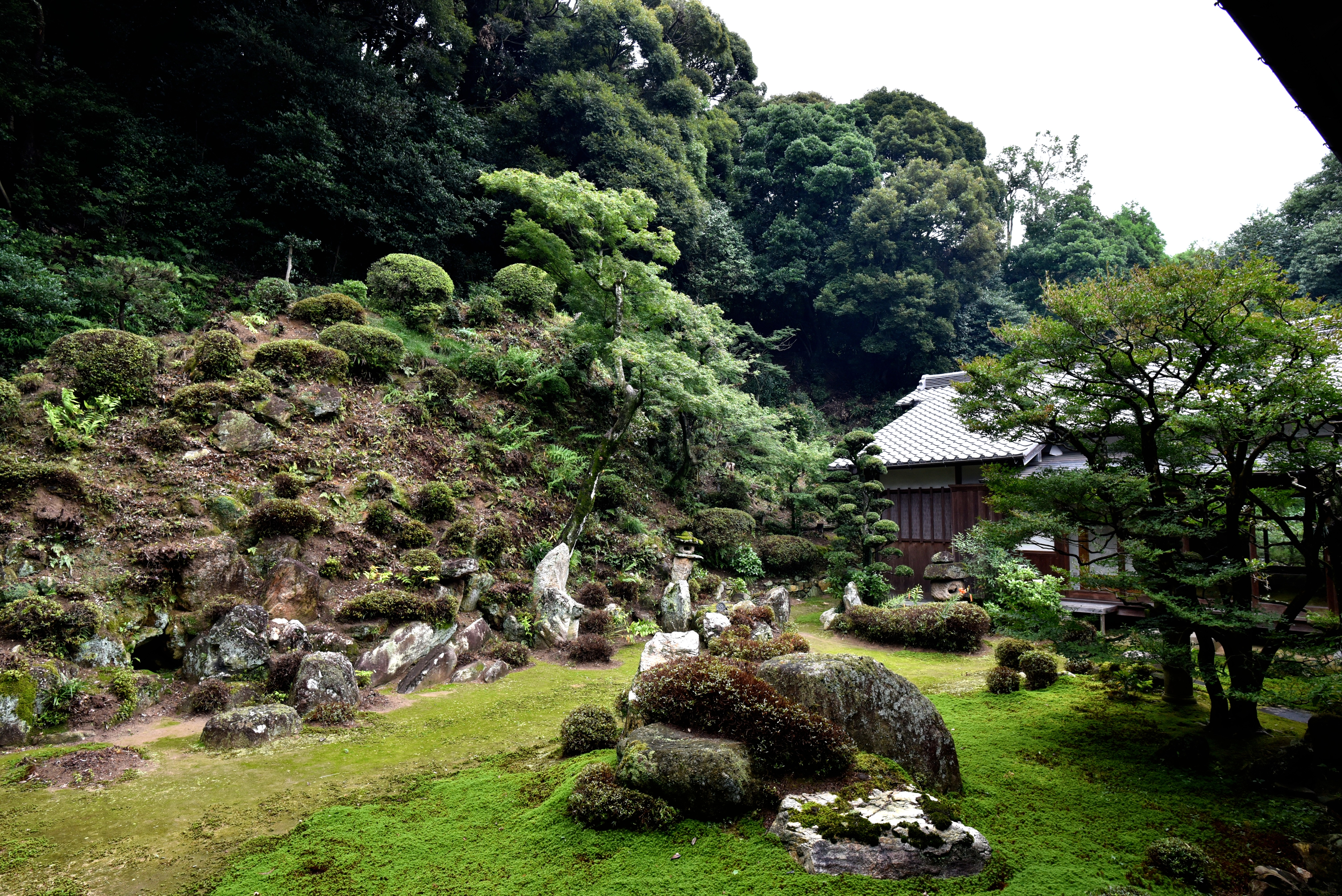
吉良義央が作らせた庭園